# Yi Hwang
Yi Hwang (이황, 李滉, 1501-1570) est un des principaux érudits néoconfucianistes de la Corée de la période Joseon. Il est le fondateur de l'école du Yeongnam et de la Dosan Seowon, une académie confucéenne privée. Il est connu sous son nom de plume, Toegye (퇴계, 退溪, l'ermite du ruisseau). Son nom de courtoisie était Gyeongho (경호, 景浩).

## Biographie
Toegye est né le 25e jour du 11e mois lunaire de 1501 à Andong dans la commune de Yean. Il appartient au clan des Yi de Jinseong et est le plus jeune fils d'une famille de huit enfants. Il perd son père à deux ans et c'est sa mère qui le pousse à étudier et à apprendre les bonnes manières. Enfant, il apprend les analectes de Confucius et admire la poésie de Tao Qian. « Yadang » (야당, 野塘, l'étang sauvage), un poème écrit à l'âge de 18 ans, est considéré comme une de ses œuvres principales. Vers 20 ans, il se plonge dans l'étude du classique des changements et du néoconfucianisme.

### Carrière professionnelle
Il arrive à Séoul à 23 ans pour faire ses classes à Sungkyunkwan, l'académie nationale. Il passe les examens préliminaires en 1527 pour devenir un fonctionnaire gouvernemental puis passe brillamment les examens du service civil en 1534. A 37 ans, à la mort de sa mère, il retourne  vivre dans sa maison natale et porte le deuil pendant trois ans. Il occupe de nombreux postes, en 1542, il est nommé inspecteur royal secret (amhaengeosa) pour contrôler l'activité des gouverneurs de province. Son intégrité le rend implacable lorsqu'il prend part aux purges des officiers gouvernementaux corrompus. À plusieurs reprises, il doit s'exiler de la capitale pour avoir continué d'adhérer à ses principes.

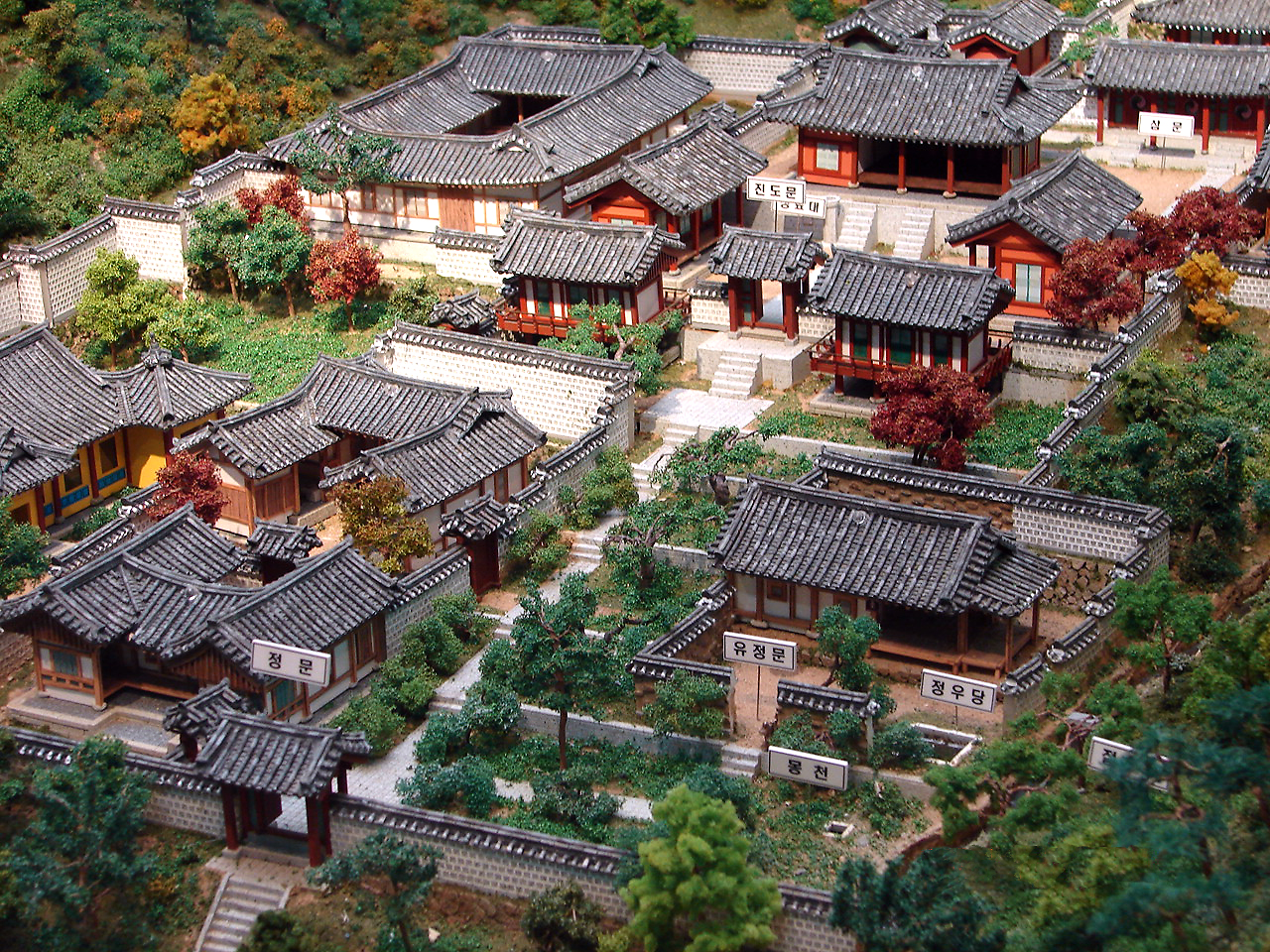
Reconstitution de l'académie Dosan Seowon

Désillusionné par les luttes de pouvoir et les disputes au sein de la cour royale pendant les dernières années du roi Jungjong, il démissionne de ses fonctions politiques. Toutefois, il est souvent sollicité pour de nouvelles tâches. Il accepte d'abord des positions en province : il est gouverneur de Danyang à 48 ans puis gouverneur de Punggi. Dans cette ville, il relance la Baekundong Seowon, une académie confucéenne privée fondée par son prédécesseur Ju Se-bung. Au total, il a occupé 140 postes et démissionné 79 fois.

### Engagement académique
Pendant sa carrière professionnelle, comme Confucius et Zhu Xi, Toegye pense et agit au milieu des violences et incohérences de son temps, en protégeant, au milieu de la beauté naturelle, la beauté de ce qu’il entrevoit aux sources de l’esprit, et laisse son empreinte et une direction forte pour les générations futures. L’histoire confirmera que malgré les critiques à son égard il a réussi à sauver une parcelle de cette beauté de l’esprit humain qui est constamment en danger. Comme il l’écrit « l’oeil est comme un miroir clair et l’esprit-coeur comme le soleil ».  
Toegye est nommé chef instructeur (daesaseong) à Sungkyunkwan en 1552 et fonde sa  Dosan Seodang (une école élémentaire) en 1560 à Andong dans la commune de Dosan et se concentre sur l'enseignement, les études et la méditation. À la demande du roi Myeongjong, il se rend à la cour à 67 ans pour rencontrer des ambassadeurs de la dynastie des Ming de Chine. Toegye est mort le 8e jour du 12e mois lunaire de 1570. Ses disciples transforme sa Dosan Seodang en Dosan Seowon en 1574, c'est-à-dire en une académie confucéenne comprenant un sanctuaire en son honneur. Sa philosophie a rapidement été introduite au Japon. De ce fait, ses enseignements ont été à la base du confucianisme moderne dans ce pays.

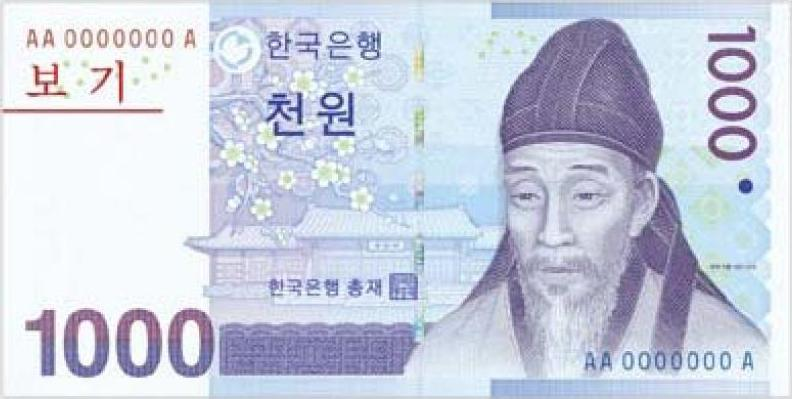
Yi Hwang sur le billet de 1000 wons.

Actuellement, de nombreux instituts universitaires portent son nom et sa tête orne le billet de 1 000 wons sud-coréen.

## Enseignement
Toegye est l'auteur de plusieurs livres sur le confucianisme. Il suit la vision dualistique de Zhu Xi qui considère le li (en) et le ki comme les deux forces fondamentales de l'univers. Toegye met l'accent sur le li, l'élément formateur, en tant que force existentielle qui détermine le ki. Cette école de pensée s'oppose à celle qui se concentre sur le ki, l'élément concret et qui avait été établie par le philosophe Yi I. Comprendre le modèle déterminant du li serait plus essentiel pour la compréhension de l'univers que de reconnaitre les principes qui gouvernent chaque manifestation individuelle du ki. Cette approche qui met de l'importance dans le rôle du li est au centre des enseignements de l'école de Yeongnam, où les thèses de Yi Hwang ont continué à être développées par d'autres personnalités telles que Yu Seong-ryong et Kim Seong-il.
Toegye maitrisait aussi la calligraphie et la poésie. Il a écrit une série de sijo, une forme de poésie en trois lignes populaire parmi les lettrés de la période de Joseon.

## Œuvres

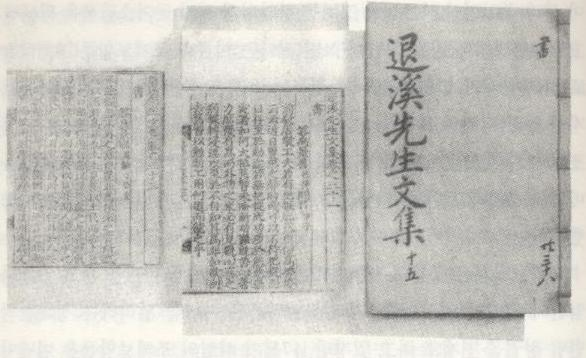
Toegye munjip

Toegye a publié de nombreuses études. Parmi elles, on peut citer :
- Etude de la sagesse en dix diagrammes (성학십도, 聖學十圖)[4],[5]
- Plan et explication des œuvres de Zhu Xi (주자서절요, 朱子书节要)
- Commentaire sur l'écriture du cœur (심경석의, 心经释义)
- Histoire du néoconfucianisme pendant les dynasties Song, Yuan et Ming (송계원명이학통록, 宋季元明理學通錄)
- Le débat de quatre-sept (사칠속편, 四七續篇) : ce texte discute de la philosophie de Zhu Xi avec Gi Dae-seung.

L'« étude de la sagesse en dix diagrammes » a été composée en 1568 pour le roi Seonjo. C'est une série de leçons pour les dirigeants basées sur l'exemple des sages du passé. Les confucéens traditionalistes avait affirmé que tout le monde pouvait apprendre et devenir un sage, les néoconfucéens mettent cet idéal de sagesse à portée de main, tout comme l'illumination pour les bouddhistes. Toegye essaie de présenter ce chemin en commençant chaque chapitre par un diagramme et avec un texte en rapport tiré de l’œuvre de Zhu Xi ou d'un autre auteur faisant autorité et en terminant par un court commentaire. Il avait l'intention de pouvoir présenter les dix diagrammes sur des paravents ainsi que dans un livret pour que l'esprit du lecteur soit constamment en prise avec son contenu jusqu'à ce que la matière soit totalement assimilée.